# ميكانيكا هاملتوني

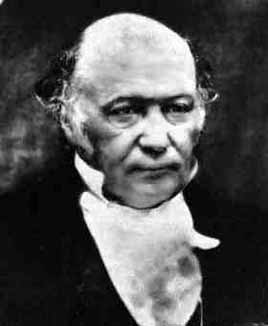

ميكانيكا الهاميلتوني (بالإنجليزية: Hamiltonian mechanics)‏ هو إعادة صياغة للميكانيك الكلاسيكي تم إيجاده من قبل ويليام روان هاميلتون عام 1833، وقد نجحت النظرية في الخروج بنفس النتائج التي توقعتها الميكانيكا الكلاسيكية غير الهاميلوتنية، فالنظرية تستخدم صياغات رياضية مختلفة وتقدم فهماً أكثر تجريداً للميكانيكا الكلاسيكية، بالإضافة إلى أنها قدمت مساهمات هامة في مجال ميكانيكا الكم، نشأ ميكانيكا هاميلتون من ميكانيكا لاجرانج، وهو صياغة أخرى للميكانيكا الكلاسيكية وضعه جوزيف لويس لاغرانج عام 1788. لكن بجميع الأحوال يمكن اشتقاق ميكانيكا هاملتون دون الرجوع لميكانيكا لاجرانج باستخدام الفضاءات السمبلكتية symplectic spaces.

## إعادة صياغة ميكانيك لاغرانج
اعتمادا على ميكانيك لاغرانج، تكون معادلات الحركة المستندة على الإحداثيات المعممة
{\displaystyle \left\{\,q_{j}|j=1,...,N\,\right\}.}
والتي تطابق السرعات:
{\displaystyle \left\{\,{\dot {q}}_{j}|j=1,...,N\,\right\}.}
يمكن لنا كتابة اللاغرانجي
{\displaystyle L(q_{j},{\dot {q}}_{j},t),}
يهدف ميكانيك الهاميلتوني إلى استبدال متغيرات السرعة المعممة بمتغيرات العزم المعممة أو ما يدعى بالعزم المقترن أو المقابل:
من أجل كل سرعة معممة هناك ما يقابلها من العزم المقترن الذي يكتب كما يلي:
{\displaystyle p_{j}={\partial L \over \partial {\dot {q}}_{j}}.}
في جملة إحداثيات ديكارتية، العزم المعمم هو بالضبط العزم الفيزيائي الخطي. أما في جملة إحداثيات قطبية فإن العزم المعمم المقابل للسرعة الزاوية يصبح العزم الزاوي، في جملة إحداثية افتراضية توجد صياغات أخرى لإيجاد العزم المعمم.
الهاميلتوني هو عبارة:
{\displaystyle H\left(q_{j},p_{j},t\right)=\sum _{i}{\dot {q}}_{i}p_{i}-L(q_{j},{\dot {q}}_{j},t).}
إذا كانت معادلات التحويل المعرفة للإحداثيات المعممة مستقلة عن الزمن t، فيمكن أن نقول أن الهاميلتوني H مساو للطاقة الكلية E = T + V.
كل طرف من تعريف الهاميلتوني H ينتج تفاضلًا:
{\displaystyle {\begin{matrix}dH&=&\sum _{i}\left[\left({\partial H \over \partial q_{i}}\right)dq_{i}+\left({\partial H \over \partial p_{i}}\right)dp_{i}\right]+\left({\partial H \over \partial t}\right)dt\qquad \qquad \quad \quad \\\\&=&\sum _{i}\left[{\dot {q}}_{i}\,dp_{i}+p_{i}\,d{\dot {q}}_{i}-\left({\partial L \over \partial q_{i}}\right)dq_{i}-\left({\partial L \over \partial {\dot {q}}_{i}}\right)d{\dot {q}}_{i}\right]-\left({\partial L \over \partial t}\right)dt.\end{matrix}}}
باستبدال التعريف السابق للعزم المقترن ضمن المعادلة ومطابقة معاملات المعدلة، نستخرج قوانين الحركة في الميكانيك الهاميلتوني
{\displaystyle {\partial H \over \partial q_{j}}=-{\dot {p}}_{j},\qquad {\partial H \over \partial p_{j}}={\dot {q}}_{j},\qquad {\partial H \over \partial t}=-{\partial L \over \partial t}.}
معادلات هاميلتون تشكل معادلات تفاضلية من المرتبة الأولى، لذا هي أسهل حلا من معادلات لاغرانج التي تعطي معادلات تفاضلية من المرتبة الثانية. لكن العمليات التي تقود إلى معادلات الحركة أكثر صعوبة فبداية علينا البدء من الإحداثيات المعممة وميكانيك لاغرانج لنقوم بتشكيل الهاميلتوني، ثم علينا تحويل كل قيمة لسرعة معممة إلى عزم مقترن، لنقوم بعد ذلك باستبدال السرع المعممة في الهاميلتوني بقيم العزم المقترن.